# 逃走迷路

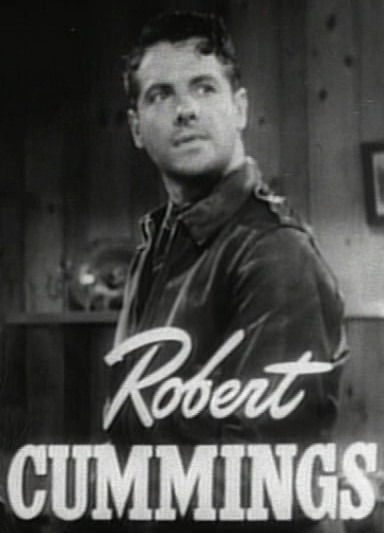
ロバート・カミングス(予告編より)

『逃走迷路』（とうそうめいろ、原題: Saboteur）は、 アルフレッド・ヒッチコック監督による1942年のアメリカ合衆国のスパイ・サスペンス映画。出演はロバート・カミングスとプリシラ・レインなど。自由の女神像での場面がクライマックス。

## ストーリー
カリフォルニア州グレンデールの航空機製造会社で働くバリー・ケインは、軍需工場への破壊工作（仏: sabotage サボタージュ）の濡れ衣を着せられる。同僚で親友のメイソンに渡した消火器にガソリンが詰めてあり、被害が拡大したとして事件の容疑者に仕立てられる。手がかりはバリーに消火器を渡した男フライだったが、フライは従業員ではなかった。
バリーは事件の前にフライが落とした封筒にあった住所「ディープ・スプリングス牧場」に向かう。だが、大牧場主のトビンはフライという男など知らない、と言い放つ。トビンの幼い孫がテーブルにあった手紙を無邪気にバリーに渡す。それはフライからの電報で、「ソーダシティに向かう」と書いてあった。しかし、トビンの電話で駆けつけた警察にバリーは逮捕される。護送中、隙をついてバリーは橋から飛び降りて逃げる。人目のつかない小屋に避難し、盲目の紳士ミラー（マーティン）に助けられる。広告の看板娘にもなっている姪のパットは「市民の義務」だからと当局に引き渡そうとするが、無実を主張するバリーに心動かされ、犯人捜しを手伝うことに。サーカスの一団に匿われたり、捜査網をくぐり抜けたりするうちに、2人は愛し合うようになる。
ソーダシティで2人は廃墟の中にナチの破壊工作員たちの連絡場所を見つける。工作員に接触し、自分もメンバーのふりをしてニューヨークに発つ。
ニューヨークで、バリーはパーティーが開催中の豪邸に連れて行かれる。そこには逃れたはずのパットが警察に事実を話そうとしたとして捕えられていた。バリーはパーティーの客たちに主催者がナチの工作員であることを告げようとするが失敗。地下に監禁される。スプリンクラーを作動させ、消防隊を呼び、騒ぎに乗じて豪邸を逃げ出す。新聞でブルックリンのキアニーヤードで戦艦の進水式があることを知ったバリーは工作員の1人が何度も「キアニー」という言葉を口にしていたことを思い出す。彼らの目的は、新造戦艦アラスカの爆破だったのだ。造船所に急行したバリーはついにフライともみ合う。ロックフェラー・センターから自由の女神像へと逃げ、パットが追いかける。そこへバリーや警官たちが船で追いかけてくる。フライは窓から外に逃げ、バリーが追いかけるが、足を滑らせたフライを助けようとする。しかし、袖が徐々に破れてきてフライは落下して死ぬ。

### ヒッチコック登場シーン
ドラッグストアのショーウインドーの前で女性と話をしている。

## キャスト
| 役名                   | 俳優                 | 日本語吹き替え                                                                                             | 日本語吹き替え                           |
| 役名                   | 俳優                 | 日本テレビ版                                                                                               | ソフト版                                 |
| ---------------------- | -------------------- | --- | ---------------------------------------- |
| バリー・ケイン         | ロバート・カミングス | 田中秀幸                                                                                                   | 高橋広樹                                 |
| パット                 | プリシラ・レイン     | 潘恵子 | 小林沙苗                                 |
| トビン                 | オットー・クルーガー | 中村正 | 金尾哲夫                                 |
| ミラー（パットの叔父） | ボウハン・グレイザー | 宮川洋一                                                                                                   | 佐々木敏                                 |
| フライ                 | ノーマン・ロイド     | 納谷六朗                                                                                                   | 檀臣幸                                   |
| ニールセン             | クレム・べヴァンス   | 北村弘一                                                                                                   |                                          |
| フリーマン             | アラン・バクスター   | 石井敏郎                                                                                                   | 家中宏                                   |
| トラック運転手         | マレイ・アルパー     | 増岡弘 | 後藤哲夫                                 |
| 不明 その他            |                      | 谷育子 遠藤晴 松岡文雄 大山高男 村松康雄 安田隆 嶋俊介 藤城裕士 稲葉実 喜多川拓郎 小野健一 片岡富枝 林優子 | 板取政明 衣鳩志野 矢嶋友和 西村太佑 ほか |
|                        |                      | |                                          |
| 演出                   | 演出                 | 壷井正 |                                          |
| 翻訳                   | 翻訳                 | 高橋京子                                                                                                   |                                          |
| 効果                   | 効果                 | スリー・サウンド                                                                                           |                                          |
| 調整                   | 調整                 | 高橋久義                                                                                                   |                                          |
| 制作                   | 制作                 | グロービジョン                                                                                             |                                          |
| 解説                   | 解説                 | 水野晴郎                                                                                                   |                                          |
| 初回放送               | 初回放送             | 1987年5月22日 『金曜ロードショー』                                                                         | 2012年11月2日販売 のBDに収録             |

## 備考
原題『Saboteur』とよく似たタイトルで、同じヒッチコック作品である1936年のイギリス映画『Sabotage（別名：The Woman Alone、邦題：サボタージュ）』と間違われることがあるが「破壊活動者」の意味で完全な別作品である。
本作のクライマックスシーンは「このアングルをどのように撮影したのか？」と話題を呼ぶ撮影方法だった。
当初ヒッチコックは、ヒロインにマーガレット・サラヴァンかバーバラ・スタンウィックの起用を希望していたが、結局プリシラ・レインが演じることになった。